# 李綱
李 綱（り こう、元豊6年閏6月10日（1083年7月27日）- 紹興10年1月15日（1140年2月5日））は、中国南宋の宰相。字は伯紀。秀州華亭県の人。常州無錫県の出身。本貫は邵武軍邵武県。

## 略歴
政和2年（1112年）に進士となる。政和7年（1117年）に金が来襲したときは「禦戎五策」を上奏して主戦論をとなえた。宣和7年（1125年）に金軍が開封に迫ると、事態の収拾を図るために徽宗の退位と皇太子（欽宗）の即位を進言する。徽宗は同様の進言をしていた蔡攸（蔡京の子）と共に譲位工作の実現を命じた。蔡攸は呉敏とともに譲位を実現させ、李綱が譲位の詔書を作成したという。
即位後の欽宗は李綱の提言を嘉納して、兵部侍郎に挙げられる。靖康元年（1126年）に金将の斡離不が開封を包囲すると、東京留守を命じられ防戦に努めた。金人が提示した和議に極力反対するが宰相の容れるところとならず、和議の結ばれたあと金人がなおも周囲の侵掠をやめないことを見て、帝に請い勤王の志を持つ漢人を糾合して戦備を調え、恢復の機をうかがった。ところが勇にはやり令を犯して敵襲を行う者がいたために、李綱はその責任をとって辞職したが、軍民の上訴が数万もあったために呼び戻されて、尚書右丞に復帰しついで知枢密院事となる。太原の囲みが解けなかったために、河東北宣撫使に任命されて宋軍の統帥にあたろうとした矢先に、途中で詔により停止させられ、揚州知州に左遷され、「戦議を左右し兵を失い財を費やした罪」を責められて、寧江軍に流謫させられた。金人がふたたび来寇し、和議が間違っていたことを悟った帝により李綱がふたたび起用されようとしたが、彼が湖南の勤王軍を率いて進軍中に開封が陥落してしまった。
南宋の高宗が即位するにおよび、尚書右僕射・中書侍郎に挙げられて国政に参加し、まず「十事」を上奏して時弊を論じた。高宗はこれを採用し、高宗がいったん許した張邦昌を、李綱は強引に斥け、その一方で各方面に詔して国のために亡くなった者の遺族を救済し、河北招撫司・河東経制司を置き、李綱が推薦した張所と傅亮をこれに任命し両河の防備を固めた。また、軍の編成を改め軍罰を厳格にして軍規を明らかにし、車制をととのえ戦艦を造り水軍を募った。さらに武臣でも有能な者を抜擢し、募兵・買馬・募民の三疏を上奏して、兵備の充実に努めた。尚書左僕射・門下侍郎に遷ったが、この時に尚書右僕射・中書侍郎であった黄潜善が、李綱の政策を妨害し始める。ついに張浚の弾劾をうけ、宰相を降りて観文殿大学士となる。李綱が企画した軍政は一切廃止され、両河の経営は頓挫してその州県はあいついで失われた。紹興2年（1132年）に湖広宣撫使兼潭州知州に復帰し、荊湖に猖獗していた流賊を掃討して治安を回復したが、諫官に弾劾されてふたたび落職した。紹興5年（1135年）に帝の下問に応じ、古今の大計と防国の大計を論じて嘉納され、江西安撫制置大使・洪州知州となる。酈瓊がそむいて劉豫に降り、その責任を負って張浚が宰相を降りようとしたさいに、上言して張浚を辞職させないよう懇請した。紹興9年（1139年）に荊湖南路安撫大使に任命されたがこれを辞して、紹興10年（1140年）に58歳で没した。少師を追贈された。
性剛直で、常に正論を固持して動かず、しばしば左遷・落職されたが声望は四方に広がっており、宋の使いが金国に赴いた時には、金人が李綱の安否を必ず尋ねたという。

## 著作
深く経史に通じ、『易伝』30巻・『論語詳説』10巻・『靖康伝信録』3巻・『建炎時政記』3巻・『建炎進退志』4巻・『奉迎録』・『宣撫荊広記』・『制置江右録』などを著す。文集に『梁谿集』170巻があり、その中で66巻は表箚奏議の類であり時政を論じたものが多い。『制虜論』では和親を結ぶことも征伐を主とするものも完全な策ではないことを論じ、『禦戎論』で行兵の良策や自治の要術を考究しているのは宋儒の正名論でも光彩を放っている。
『理財論』では煮海・採山・鋳銭の積極策と営繕・花石・製造・力役・賜帛を抑制する消極策を提示しているのは、当時一般の経綸家が単に冗員を削減することだけにとどまっていたのと異なって、事実に即した具体案を示したといえる。
排仏老論が沸騰しているときに書いた『三教論』では、儒教・道教・仏教のいずれの主張も不当でないことを明らかにし、その調和をはかったものである。